# Antonio Rivas
Pour les articles homonymes, voir Rivas.
Antonio Rivas Padilla (né à Istmina en Colombie) est un accordéoniste. Il a maintes occasions de collaborer avec les grands maîtres du folklore Vallenato tels Alejendro Duran, Abel Antonio Villa, Mariano Perez, Pablo Garcia, Emilianito Zuleta, Alfredo Gutierrez, Ismael Rudas, Pablo Lopez et beaucoup d’autres musiciens.

## Biographie
Il nait de Adriano Rivas et Sabina Padilla. Autodidacte, il commence à apprendre l’accordéon diatonique à quinze ans.
Après avoir fait une maîtrise de Mathématiques en Colombie, il décide de s’expatrier en France pour préparer un doctorat en Physique des particules, et puis un DESS en Informatique. Il crée en 1984 le groupe Antonio y sus Vallenatos à Montpellier puis en 1987 avec le concours de Nemesio Jimenez (El Condor) il est à l’origine du groupe Novedad Vallenata à Paris. En Europe, Antonio Rivas participe à la plupart des manifestations internationales concernant l’accordéon diatonique.
Le WOMEX à Bruxelles et une invitation au Gala officiel du 50e anniversaire de l’UNESCO à l’Hôtel de Ville de Paris ont été pour lui l’occasion d’une reconnaissance internationale. Elle a été confirmée lors de sa première tournée européenne organisée par DIACOR en 1996. Les connaisseurs parlent alors d’une « consécration » .

## Discographie
- 1991 : La Perla de Arseguel / Music and Words / MWCD 3002 - CD-LP-MC
- 1995 : El Jardinero Colombiano / Silex - Audivis / B 6803 – CD
- 1997 : Despierta Corazon / Lilopé / Milan – CD
- 2011 : Vaya Con Dios / Arivas Productions / ARP CD 001

### Collaborations
- 2003 : CHANTS DE NOËL LATINOAMÈRICANS (avec le groupe NOEL LATINO)
- 2005 : CLAPOTIS (avec le groupe AU FIL DE L'AIRE)
- 2008 : PASAJERO (avec le groupe GIPSY KINGS)

## Films et documentaires
- 1995 : Confidences de nacre. Documentaire sur la vie d'Antonio RIVAS de 26 min diffusé dans 9 régions en France par FR3 TV et en Allemagne par ARTE TV
- 1997 : « PASSAT ». Émission TV Internationale Hollandaise
- 1999 : NET Télévision. TV Internationale Grecque
- 1999 : Participation à la Musique du Film "Chili con carne", de Thomas Gilou avec Antoine de Caunes, Valentina Vargas et Gilbert Melki